# Jakob Nüesch (Biologe)

Jakob Nüesch (1997)

Jakob Nüesch (* 8. November 1932 in Balgach, Kanton St. Gallen; † 4. Februar 2016) war ein Schweizer Biochemiker. Von 1990 bis 1997 war er Präsident der ETH Zürich.

## Leben
Jakob Nüesch wuchs in Balgach im St. Galler Rheintal auf. Er studierte Agraringenieurwesen an der Eidgenössischen Technischen Hochschule Zürich (ETH Zürich), wo er 1958 als Ingenieur-Agronom (dipl. ing. agr. ETH) abschloss und anschliessend 1960 am Institut für Spezielle Botanik mit einer Dissertation in Mykologie und Phytopathologie zum Dr. phil. promoviert wurde. Nüesch begann nach dem Studium 1961 eine Tätigkeit in der chemisch/pharmazeutischen Industrie bei Ciba-Geigy in Basel in den Bereichen Mikrobiologie und Biotechnologie. Zwischen 1987 und 1990 war er Leiter der Forschungsabteilung der Pharma-Division von Ciba-Geigy sowie Mitglied im Direktorium von Ciba-Geigy.
Seine wissenschaftliche Tätigkeit erfolgte in Kanada, den USA und in Deutschland. Er engagierte sich langjährig als Dozent am neugegründeten Biozentrum der Universität Basel. 1972 habilitierte er sich für Mikrobiologie an der Universität Basel und wurde dort 1978 zum ausserordentlichen Professor am Biozentrum der Universität Basel ernannt. Am 1. September 1990 wurde er durch den Schweizer Bundesrat zum Präsidenten der ETH Zürich gewählt und hatte das Amt bis 1997 inne.
Nüesch war ab 1960 mit Elena Julietta Schaller verheiratet.

## Mitgliedschaften und Mandate
- Mitglied des Universitätsrates der Universität Zürich
- Eidg. Ethikkommission für Gentechnik im ausserhumanen Bereich
- Mitglied des Internationalen Komitees vom Roten Kreuz (IKRK), Genf, ab 1997
- Schweizerische Studienstiftung Fonds für begabte junge Menschen, Zürich
- Max Schmidheiny-Stiftung an der Universität St. Gallen
- Stiftung Academia Engelberg, Engelberg OW
- Association Glion Colloquium, Genf
- Avina Stiftung, Freienbach SZ
- Alliance of Global Sustainability (AGS), Gründungsmitglied
- Solidago AG, Bern
- Nestec S. A., Vevey VD
- Humabs Holding GmbH, Zug
- Humabs BioMed SA, Bellinzona TI

## Ehrungen
- Ehrendoktorwürde (Dr. h. c.) der ETH Lausanne
- Ehrenmitglied der Gesellschaft ehemaliger Polytechniker GEP (1996)

## Schriften (Auswahl)
- Wissenschaftliche Arbeiten
- Gesellschaftliche Erwartungen an die Polyanerinnen und Polyaner. In: Die Zukunft beginnt im Kopf. Hochschulverlag an der ETH Zürich, Zürich 1994, ISBN 3-7281-2111-8, S. 3–20.
- Beitrag an Glion-Colloquium 2002 (Memento vom 8. Januar 2014 im Internet Archive)